# 皮柳內山 (拉烏尼翁省)
14°57′33″S 72°25′40″W / 14.95917°S 72.42778°W
皮柳內山（Pillune），是秘魯的山峰，位於該國南部阿雷基帕大區的拉烏尼翁省，處於安科哈瓦山以西、克爾卡塔山西北面、丘瓦紐馬山東北面，屬於安第斯山脈的一部分，海拔高度約5,000米。